# Scaptia beyonceae
Scaptia beyonceae es una especie de tábano que se encuentra en la Meseta Atherton en el noreste de Queensland, Australia.
Descubierto en 1981, pero no descrito científicamente hasta el año 2011, el tábano lleva el nombre de la artista y actriz estadounidense Beyoncé Knowles.